# Gombosia Przełęcz
Gombosia Przełęcz – szeroka, porośnięta lasem przełęcz położona na wysokości ok. 1165 m n.p.m. znajdująca się w północno-zachodnim ramieniu Szerokiej Jaworzyńskiej w słowackiej części Tatr Wysokich. Płytkie siodło Gombosiej Przełęczy oddziela Karczmarski Wierch od Gombosiego Wierchu. Gombosia Przełęcz jest przełęczą bardzo łatwo dostępną, jednak nie prowadzą na nią żadne znakowane szlaki turystyczne. Leży nieco na północ od obszaru ochrony ścisłej, którym objęty jest masyw Szerokiej Jaworzyńskiej wraz z jej dwoma ramionami.
Na Gombosią Przełęcz wchodzono zapewne od dawna, autorami pierwszych wejść na nią byli myśliwi i pasterze.